# Sint-Michaëlkerk (München)
De Sint-Michaëlkerk (Duits: St. Michael) is een jezuïtisch kerkgebouw in de Beierse stad München. Het gebouw vertegenwoordigt de overgangsstijl van renaissance naar barok.

## Geschiedenis
De kerk werd in opdracht van hertog Willem V van Beieren tussen 1583 en 1597 gebouwd en moest een spiritueel centrum worden van de contrareformatie in Beieren. De eerstesteenlegging vond plaats in 1585.
Om de ambitieuze plannen voor de kerk en een jezuïetencollege te kunnen uitvoeren moest de hertog 87 huizen op een eersteklas locatie laten slopen. Dit leverde veel protest onder de burgers op, maar de hertog liet het verzet voor wat het was en zette zijn plannen door. De bouwijver van de hertog bracht Beieren bijna op de rand van een staatsbankroet.
De kerk werd in twee fases gebouwd. In de eerste fase werd de kerk gebouwd naar het model van Il Gesù te Rome. Het kerkgebouw kreeg een tongewelf, dat met een breedte van meer dan 20 meter het op een na grootste tongewelf ter wereld werd. Alleen het tongewelf van de Sint-Pieter in Rome overtrof dat van de Michaëlkerk. Er waren overigens de nodige twijfels over de stabiliteit van het tongewelf. Maar in plaats van het tongewelf was het de toren die in 1590 instortte en met de val het net voltooide koor vernietigde. De hertog interpreteerde het voorval als een slecht teken en plande daarom een nog grotere kerk. De tweede fase van de bouw duurde voort tot de wijding van de kerk op 6 juli 1597. De voortzetting van de bouw vond waarschijnlijk onder leiding van de Nederlands-Duitse architect Friedrich Sustris plaats. Aan het intacte kerkschip werd nu een kort transept met aansluitend een groot koor gebouwd. Het resultaat was een kerkgebouw dat Il Gesù, de moederkerk van de Jezuïeten, in afmetingen wist af te troeven.
Tot het verbod van de orde in 1773 zwaaiden de Jezuïeten de scepter in de kerk en het college. Vanaf dat jaar werd de Sint-Michaëlkerk een hofkerk. Tijdens de secularisatie kwamen zowel het college als de kerk in koninklijk bezit. Tot op de dag van vandaag zijn de gebouwen in eigendom van de vrijstaat Beieren. Pas in 1921 keerden de Jezuïeten naar Sint-Michaël terug.
Gedurende de Tweede Wereldoorlog, met name in november 1944, raakte de Michaëlkerk zwaar beschadigd. Het tongewelf, dat ondanks alle twijfels eeuwen had gehouden, was niet bestand tegen het geweld van de bommen en stortte in. Van 1946 tot 1948 werd gewerkt aan de herbouw. De renovatie van de gevel vond plaats in 1971-1972 en in 1981 werd de stucdecoratie van het tongewelf weer aangebracht. Ook werd in de jaren 1980 het in 1944 vernietigde beeld van Christus Salvator gereconstrueerd en weer in de nok van de gevel opgesteld.

## De gevel
De buitengevel van de kerk laat zich in het straatbeeld eerder met een gevel van een middeleeuws raadhuis vergelijken. Boven in de gevel troont Christus als Redder van de wereld. Lijnrecht onder dit beeld staat op de begane grond in een nis een bronzen beeld van de aartsengel Michaël, die in de strijd voor het christelijk geloof het kwaad der wereld met een lans doodt. Tussen deze beelden bevinden zich rijen beelden van heersers die zich naar de mening van hertog Willem V verdienstelijk maakten in de strijd en verdediging van het ware christelijk geloof in Beieren.

## Interieur
Het interieur is in de periode van de contrareformatie een demonstratie van de triomf van het Katholicisme als het ware Christendom. De koorbogen, de korte transeptarmen en zelfs de zijkapellen zijn als triomfbogen naar antiek voorbeeld gebouwd. Het enorme kerkschip stelt de levensweg van Christus voor. Aan de binnenmuur van de gevel staat het beeld van Christus als kind. Beelden van engelen met in hun handen de werktuigen van Zijn lijden begeleiden Zijn weg naar het kruis, dat oorspronkelijk op de treden van het koor stond opgesteld (tegenwoordig bevindt het zich in het transept). Het zeer diepe koor met een 5/10 koorafsluiting, is de ruimte van de verrijzenis dat naar het hoogaltaar voert. Op deze plek, waar vanaf het moment dat de kerk wordt betreden alle aandacht naar uit gaat, staat in de top van het enorme altaar Jezus als de Heer Die aan het einde der tijden terugkeert. De heiligen die in de zijaltaren staan opgesteld getuigen van een geloof dat door Christus de waarheid sterker is dan de leugen, de gerechtigheid sterker dan het profijt en de vrijheid sterker dan het geweld.

## Belangrijke kunstwerken
- Het hoogaltaar (Wendel Dietrich, naar een ontwerp van Friedrich Sustris, 1586–1589) met het schilderij van Sint Michaël die met de duivel strijdt (Christoph Schwartz, 1587)
- Tien zijaltaren en een groot aantal schilderijen
- Ongeveer veertig muurbeelden
- Een schrijn van de heiligen Cosmas en Damianus (omstreeks 1400 voor de stad Bremen gemaakt, sinds 1649 in München)
- Een marmeren grafmonument voor de in 1824 overleden hertog van Leuchtenberg Eugène de Beauharnais (naar een ontwerp van Leo von Klenze, 1830)
- Schilderij "Peter ontvangt de sleutels van de macht" en "De bekering van Saulus (Antonio M. Viviani)
- Een monumentaal kruis, aanvankelijk gepland voor het graf van Willem V (van Giovanni da Bologna in 1594-1595)

## Afmetingen
- Lengte: 78,20 meter
- Breedte: 20,29 meter
- Hoogte: 28,16 meter
- Breedte van het koor: 18,00 meter

## De grafkelder van het Huis Wittelsbach
De Sint-Michaëlkerk was vanaf het begin ontworpen als de grafkerk van het huis Wittelsbach. De kerk bezit een van de belangrijkste grafkelders van het Beierse vorstenhuis. Er vonden 36 leden van het Wittelsbachgeslacht een laatste rustplaats. De zerken van vier tussen 1969 en 1971 overleden leden van het huis Wittelsbach (prins Koenraad, prins Constantijn, prins Adalbert en prinses Bona) werden in eerste instantie ook in de grafkelder bijgezet, maar in 1977 naar het nieuwe kerkhof van het Huis Wittelsbach op het terrein van het Abdij van Andechs overgebracht.
- 1 Renata van Lotharingen, hertogin van Beieren (1544–1602) – (gemalin van hertog Willem V)
- 2 Willem V van Beieren, hertog van Beieren (1548–1626)
- 3 Hertog Ferdinand Willem (1620–1629)
- 4 Hertog Johan Frederik (1604–1632)
- 5 Elizabeth van Lotharingen, keurvorstin van Beieren (1574–1635), eerste gemalin van keurvorst Maximiliaan I
- 6 Maximiliaan I van Beieren, keurvorst van Beieren (1573–1651)
- 7 Maria Anna van Oostenrijk, keurvorstin van Beieren (1610–1665), tweede gemalin van keurvorst Maximiliaan I
- 8 Hertog Maximiliaan Filips Hiëronymus (1638-1705)
- 9 Prinses Mauritia Febronia (1652–1706)
- 10 Hertog Karel Filip August van Palts-Neuburg-Sulzbach (1718–1724)
- 11 Hertog Karel Filip August van Palts-Neuburg-Sulzbach (1725–1727)
- 12 Elizabeth Auguste Sofie van der Palts (1693–1728)
- 13 Jozef Karel van Palts-Sulzbach (1694–1729)
- 14 Prinses Theresia Emanuela (1723–1743)
- 15 Prinses Theresia Benedicta (1725–1743) – (dochter van keizer Karel VII)
- 16 Hertog Clemens August (1749–1750)
- 17 Paltsgraaf Frederik Michael van Palts-Birkenfeld (1724–1767)
- 18 Elizabeth Maria Aloysia Auguste van Sulzbach, keurvorstin van der Palts en van Beieren (1721–1794), gemalin van keurvorst Karel Theodoor
- 19 Hertog Karel II August van Palts-Zweibrücken (1746–1795)
- 20 Prinses Carolina Clotilde (1816–1816), dochter van prinses Augusta
- 21 Eugène de Beauharnais (1781–1824), gemaal van prinses Auguste en stiefzoon van Napoleon Bonaparte
- 22 Prinses Augusta van Beieren(1788–1851), dochter van koning Maximiliaan I
- 23 Prins Adalbert Willem van Beieren (1828–1875), zoon van koning Lodewijk I
- 24 Lodewijk II, koning van Beieren (1845–1886)
- 25 Prinses Amelia van Bourbon (1834–1905), gemalin van prins Adalbert Willem van Beieren
- 26 Otto I, koning van Beieren (1848–1916)
- 27 Prins Leopold van Beieren (1846–1930), zoon van prinsregent Luitpold van Beieren
- 28 Gisela Louise Marie van Oostenrijk (1856–1932) (gemalin van prins Leopold en dochter van keizer Frans Jozef)
- 29 Prins Alfons van Beieren (1862–1933), zoon van Adalbert Willem van Beieren
- 30 Prinses Clara (1874–1941), dochter van Adalbert Willem van Beieren
- 31 Prinses Maria de la Paz van Spanje (1862–1946), gemalin van Lodewijk Ferdinand van Beieren
- 32 Prins Lodewijk Ferdinand van Beieren (1859–1949), zoon van Adalbert Willem van Beieren
- 33 Prinses Louise Victoria van Alençon (1869–1952)
- 34 Prinses Maria Ludovika van Beieren (1872–1954), dochter van Lodewijk III van Beieren
- 35 Prinses Filippa (1954–1954)
- 36 Prins Frans Maria Luitpold van Beieren (1875–1957), zoon van Lodewijk III van Beieren

## Afbeeldingen

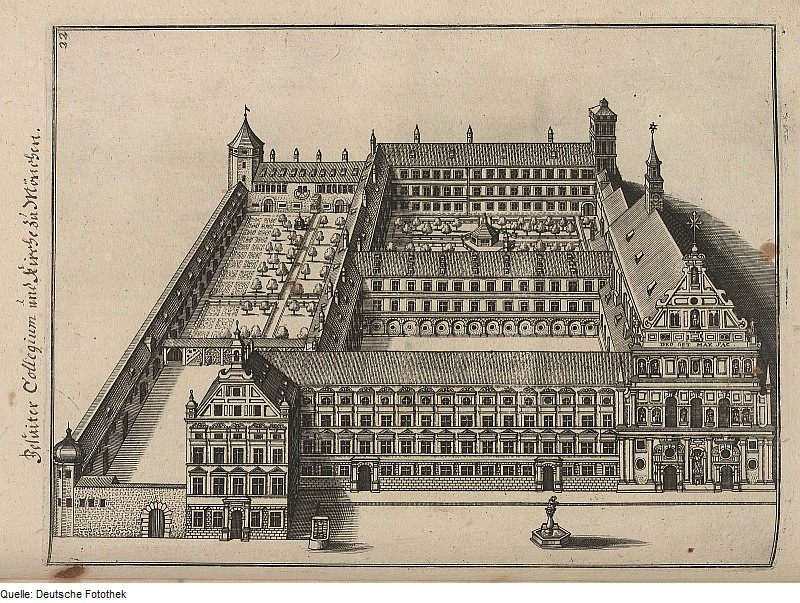
De kerk en het college op eenkopergravure (1664)
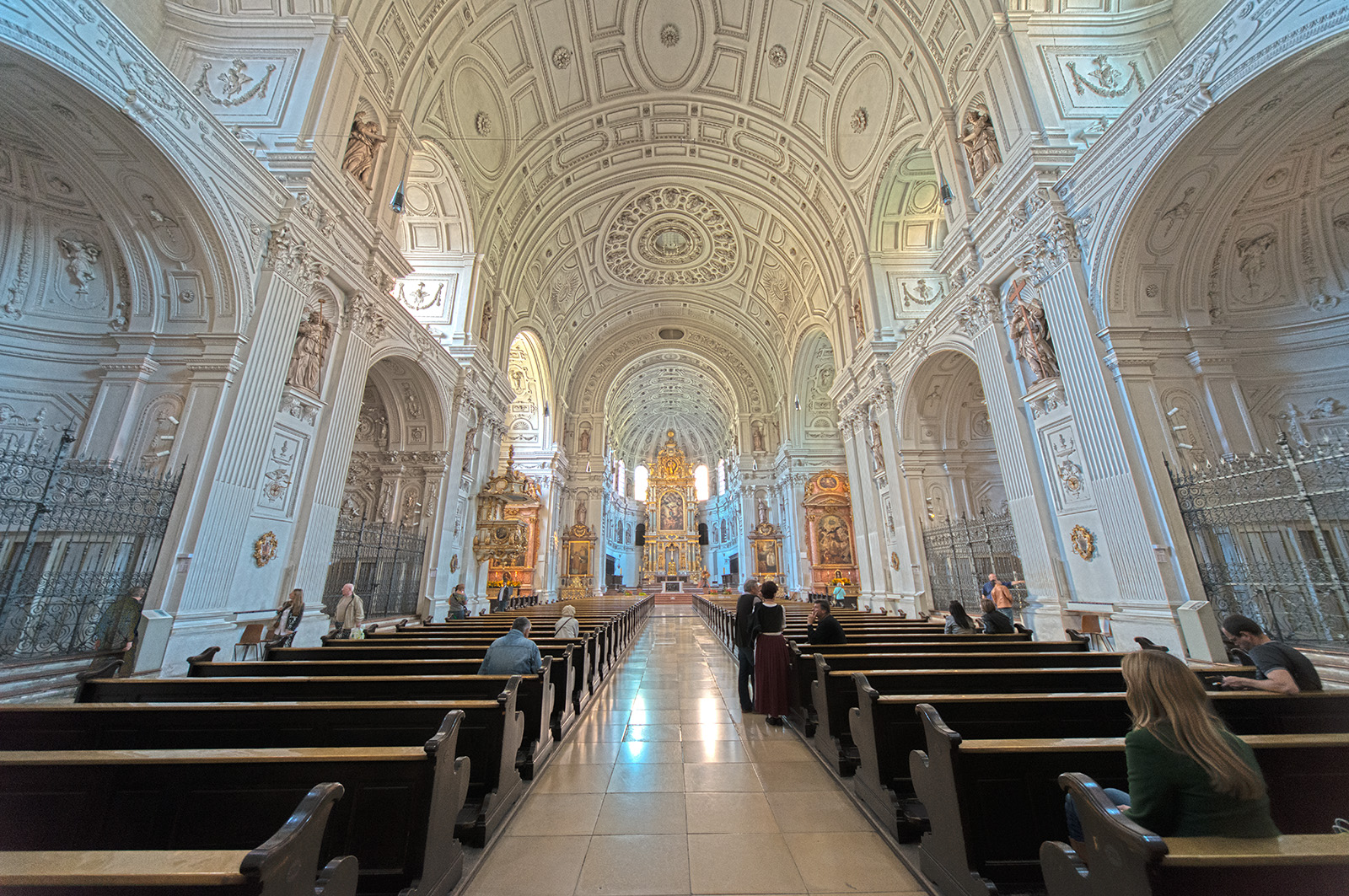
Overzicht richting koor
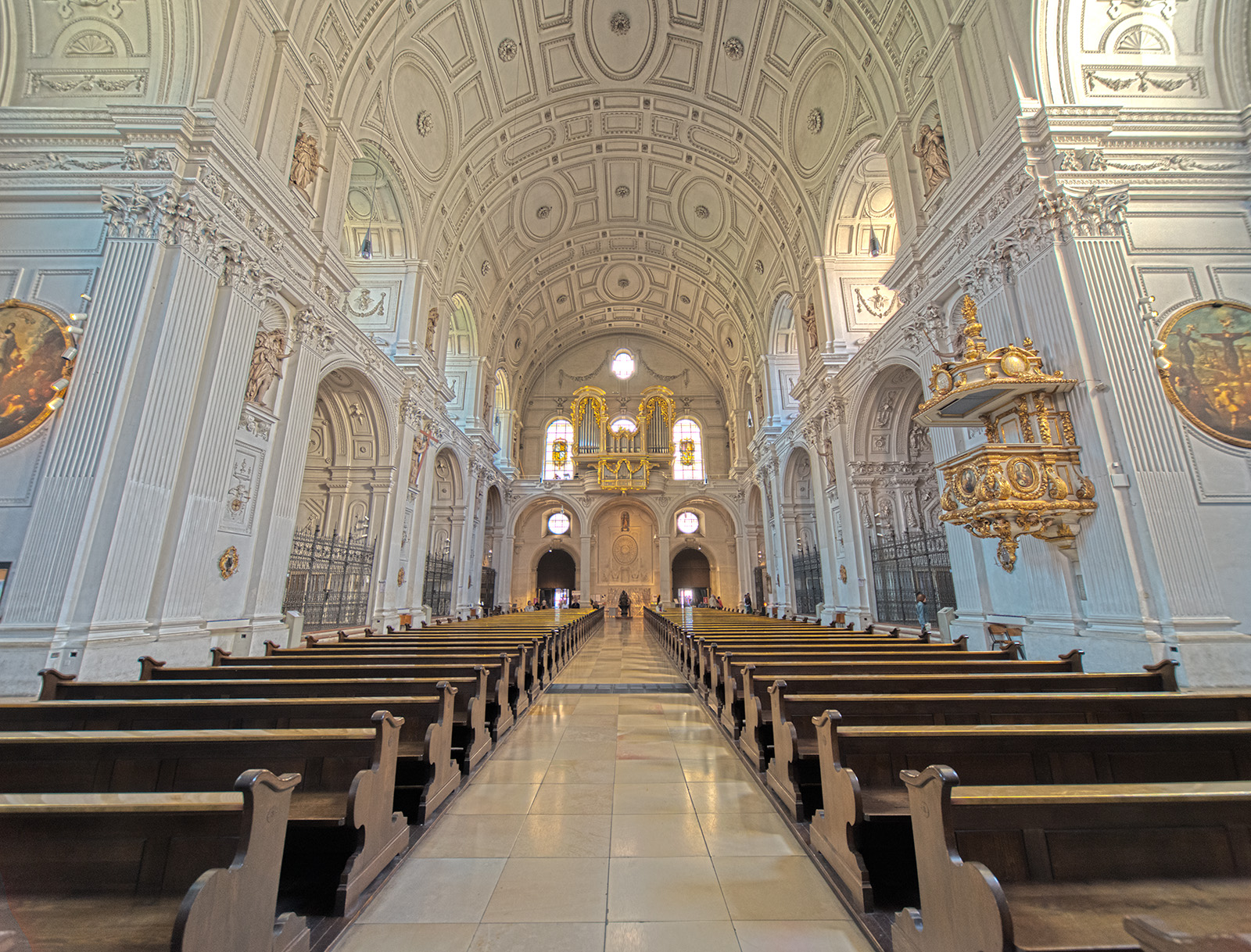
Overzicht richting orgel
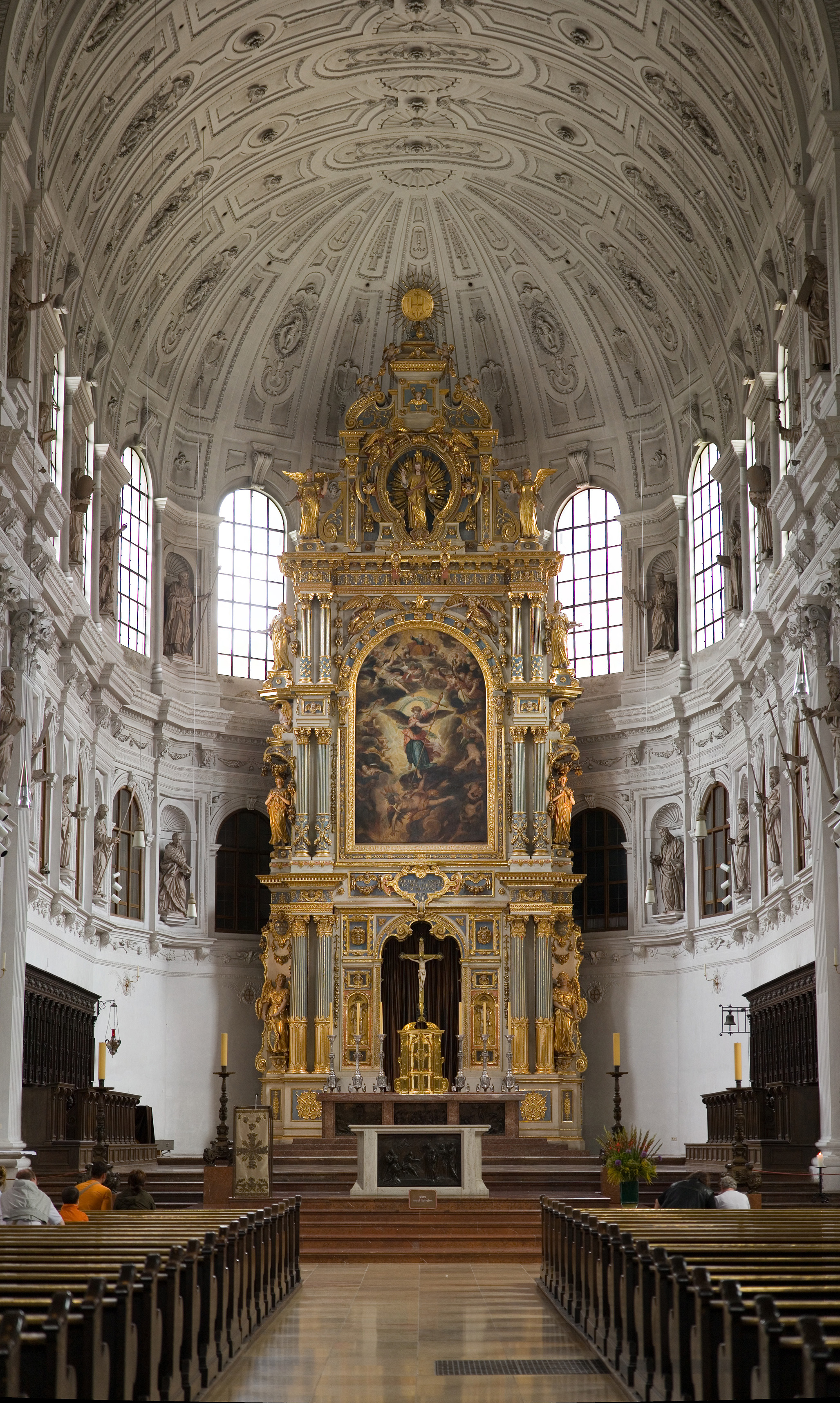
Hoogaltaar
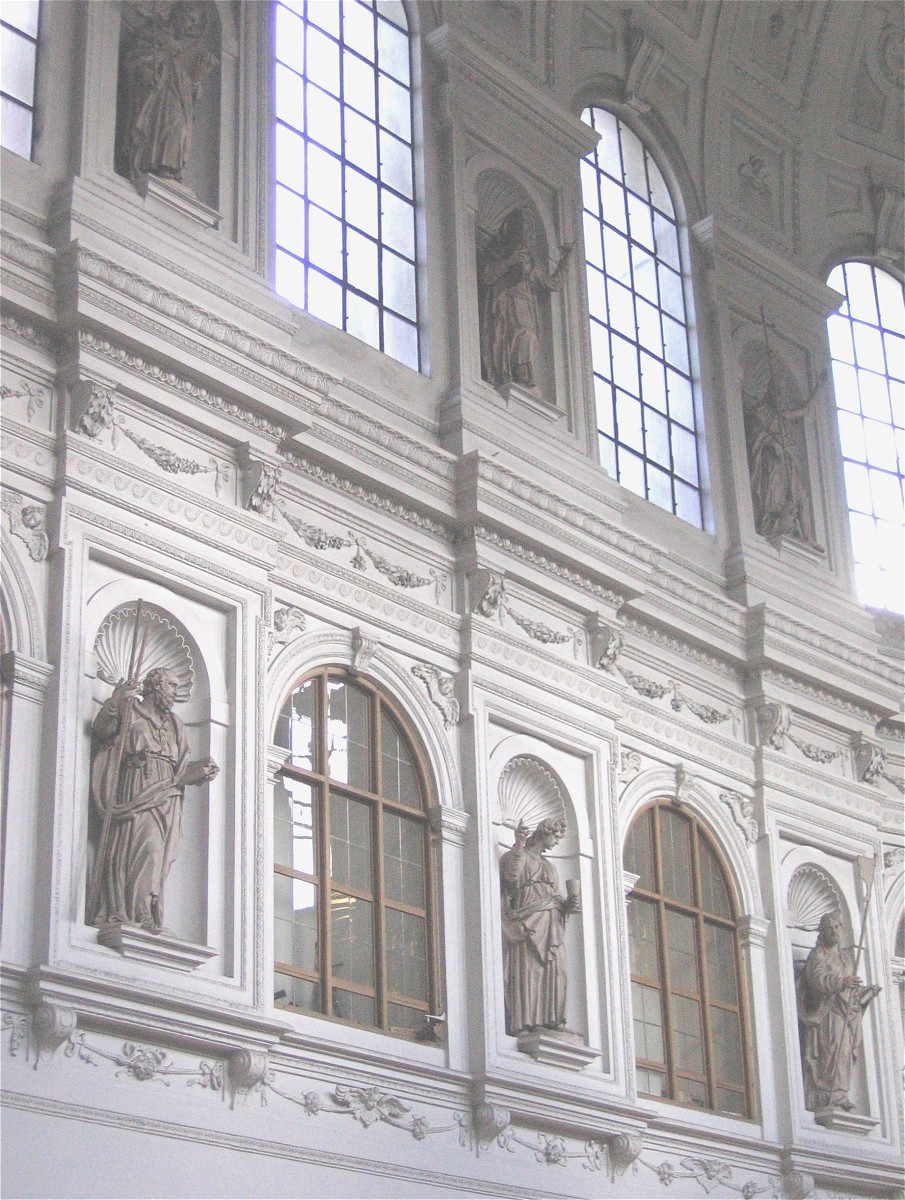
Koorruimte